# Скорба
Храмовый комплекс Скорба — мегалитические руины на северной оконечности региона Зеббие (fr:Żebbieħ) на Мальте, дающий представление о наиболее раннем периоде местной культуры эпохи неолита. Раскопки Скорбы произошли лишь в начале 1960-х годов, сравнительно поздно по сравнению с другими мегалитическими храмами Мальты, из которых некоторые изучались уже с начала XIX века. Включён в список Всемирного наследия ЮНЕСКО в составе мегалитических храмов Мальты.
Храм плохо сохранился, в особенности по сравнению с такими, как Хаджар-Ким и Таршиен. С другой стороны, исключительно важны находки, сделанные в окрестностях Скорбы.

## Описание
Примерно за 12 веков до сооружения храма на его месте возникла деревня. Её наиболее древнее из раскопанных сооружений — стена длиной 11 метров к западу от первого входа в храм. Среди находок у этой стены — артефакты, относящиеся к древнейшим поселенцам острова, эпохи Гхар-Далам, включая остатки угля, которые датируются 4850 г. до н. э.
Когда известный мальтийский археолог Теми Заммит проводил раскопки близлежащего храма Та' Хаджрат, на месте Скорбы из земли выступал единственный вертикальный камень. Археологи игнорировали этот курган до тех пор, пока Дэвид Трамп не провёл здесь раскопки в 1960 и 1963 годы.
Руины Скорбы, раскопанные археологами, представляют собой серию вертикальных мегалитов (ортостатов) (высота одного из них достигает 3,4 метра), нижнюю часть основания храма, плиты мостовой с отверстиями для возлияний во входном портале и мощёный пол трёхапсидного храма. Такая трёхапсидная форма была характерна для стадии Джгантия мальтийской хронологии. Большая часть первых двух апсид и весь фасад были уничтожены до основания.
Северная стена находится в лучшем состоянии. Первоначально вход в храм начинался со двора, но позднее, на стадии Таршиен мальтийской хронологии, ворота в храм были закрыты, а алтари расположены в углах образовавшейся конструкции. К востоку от данного храма на стадии Таршиен мальтийской хронологии был сооружён ещё один памятник с четырьмя апсидами и центральной нишей.

## Керамика
Керамика, найденная в окрестностях Скорбы, делится на две категории: стадия «серая Скорба» (4500-4400 гг. до н. э., соответствует сицилийской керамике Серра д'Альто) и стадия «красная Скорба» (4400-4100 гг. до н. э., соответствует сицилийской керамике Диана). По типам керамики названы два хронологических периода доисторической Мальты.